# Albatros C.X
Die Albatros C.X war ein zweisitziges deutsches Aufklärungsflugzeug der Albatros Flugzeugwerke.

## Entwicklung
Die C.X war eine Weiterentwicklung der Albatros C.VII, die den neuen Motor Mercedes D IVa nutzen sollte, der 1917 verfügbar wurde. Im Gegensatz zur C.VII hatte die C.X den Kühler in der oberen Tragfläche, was zuerst bei der C.V/17 ausprobiert worden war. Das Flugzeug war mit Sauerstoffgeräten für die Besatzung und Funk ausgerüstet.

## Technische Daten
| Kenngröße             | Daten |
| --------------------- | --- |
| Besatzung             | 2 (Pilot und Beobachter)                                                                                         |
| Länge                 | 9,15 m |
| Spannweite            | 14,36 m |
| Höhe                  | 3,4 m |
| Flügelfläche          | 42,7 m² |
| Leermasse             | 1088 kg |
| max. Startmasse       | 1668 kg |
| Triebwerk             | 1 × Mercedes D.IVa, 260 PS (191 kW)                                                                              |
| Höchstgeschwindigkeit | 175 km/h in Bodennähe                                                                                            |
| Steiggeschwindigkeit  | 3,3 m/s |
| Steigzeit             | 5 min auf 1000 m Höhe 11 min auf 2000 m Höhe 55 min auf 5000 m Höhe                                              |
| Dienstgipfelhöhe      | 5000 m |
| Reichweite            | 600 km |
| Höchstflugdauer       | 3:25 h |
| Bewaffnung            | 1 × 7,92 mm LMG 08/15, starr nach vorn, vom Piloten bedient, 1× 7,92 mm Parabellum MG 14, vom Beobachter bedient |